# معركة أسياغو
معركة أسياغو (بالإنجليزية: Battle of Asiago)‏ كان هجومًا مضادًّا قامت به قوات الإمبراطورية النمساوية المجرية في الحملة الإيطالية خلال الحرب العالمية الأولى يوم 15 مايو 1916. كان هذا الهجوم هجومًا غير متوقع للإيطاليين ووقع في هضبة أسياغو بمقاطعة فيتشنزا.